# Kåge kyrka
Kåge kyrka är en kyrkobyggnad i Kåge i Västerbotten. Den tillhör i Kågedalens församling i Luleå stift. Kåge kyrka började uppföras vårvintern 1924, stod klar vid årsskiftet 1925-26 och invigdes trettondedag jul 1926.

## Kyrkobygget 1924-1926 och renoveringar
Tidigt på vårvintern 1924 började nämligen grundgrävningen av Kåge kyrka som till stor del utfördes på frivillig basis. Kyrkogrunden invigdes av prosten Fellström från Skellefteå den 1 juni samma år. Kyrkan stod klar vid årsskiftet 1925-1926, till en kostnad av 110 000 kronor. Arkitekt var Knut Nordenskjöld.
Efter flera renoveringar, den senaste 1987, har kyrkan idag 250 sittplatser.

## Utseende
Kyrkan består av ett långhus med nordöstlig-sydvästlig orientering. Vid sydvästra kortsidan finns ett smalare kor. Vid nordöstra sidan finns ett torn med en utsirad lanternin, som inkluderar en lökkupol, en större spira och fyra mindre spiror i tornets fyra hörn. Långhuset har ett högt valmat sadeltak medan koret har ett lägre valmat sadeltak. Båda dessa täcks av enkupigt rött taktegel.
Korfönstret skänkt till kyrkan 1925 av Karl Bergmark föreställande herdarnas tillbedjan den första julnatten. Altarskåp av Torsten Nordberg tillkom 1952 och ersatte ett äldre altarskåp från 1925 som placerades i tornkammaren. Nuvarande orgel från Grönlunds Orgelbyggeri tillkom år 1970 och ersatte den ursprungliga orgeln från 1925.
| Huvudverk (sv)  | Ryggpositiv   | Pedal          | Koppel |
| --------------- | ------------- | -------------- | ------ |
| Principal 8'    | Gedackt 8'    | Subbas 16'     | Rp/Hv  |
| Rörflöjt 8'     | Principal 4'  | Oktava 8'      | Hv/P   |
| Oktava 4'       | Rörflöjt 4'   | Gedackt 8'     | Rp/P   |
| Spetsflöjt 4'   | Waldflöjt 2'  | Koppelflöjt 4' |        |
| Oktava 2'       | Kvinta 1 1/3' | Mixtur 3 chor  |        |
| Mixtur 3-4 chor | Scharf 3 chor | Fagott 16'     |        |
| Trumpet 8'      | Krumhorn 8'   |                |        |
|                 | Tremulant     |                |        |